# Anathallis peroupavae
Anathallis peroupavae är en orkidéart som först beskrevs av Frederico Carlos Hoehne och Alexander Curt Brade, och fick sitt nu gällande namn av Fábio de Barros. Anathallis peroupavae ingår i släktet Anathallis och familjen orkidéer. Inga underarter finns listade i Catalogue of Life.